# Suwannee
Suwannee (ang. Suwannee River) – rzeka w Stanach Zjednoczonych, u nasady półwyspu Floryda, na terenie stanów Georgia i Floryda, dopływ Zatoki Meksykańskiej. Długość rzeki wynosi 428 km.
Źródła rzeki znajdują się na terenie bagien Okefenokee, na obszarze chronionym Okefenokee National Wildlife Refuge, w południowo-wschodniej Georgii, na wysokości około 35 m n.p.m. Rzeka płynie przeważająco w kierunku południowo-zachodnim, tworząc meandry. Większa część jej biegu znajduje się na terenie Florydy, w północno-zachodniej części tego stanu. Rzeka uchodzi do Zatoki Meksykańskiej w pobliżu miejscowości Suwannee. Inne miejscowości położone nad rzeką to Fargo, White Springs i Branford.